# Miroslav Srnka
Miroslav Srnka (* 23. března 1975 Praha) je český skladatel a muzikolog.

## Život
V lidové škole umění hrál na klavír a housle. V 19 letech složil skladbu pro dva klavíry, která se dostala k profesoru AMU Milanu Slavickému. Ten jej přesvědčil, aby se přihlásil na HAMU. V letech 1993–1999 vystudoval hudební vědu na Filozofické fakultě Univerzity Karlovy a v letech 1998–2003 kompozici na HAMU. V roce 1995/1996 studoval na Humboldtově univerzitě a roku 2001 na Conservatoire national supérieur de musique et de danse de Paris. Pracoval jako redaktor časopisu Harmonie a šéfredaktor české pobočky hudebního nakladatelství Bärenreiter. Spolupracuje s mnoha světovými hudebními tělesy, orchestry a operními domy.
Miroslav Srnka je zakládající členem občanského sdružení SHOCK (soudobá hudba otevřená celé kultuře). Je rozvedený, má dvě děti.

## Tvorba
Jeho skladby se hrají častěji v zahraničí než v Česku.
- 1998: Podvrhy / The Falsifications
- 1999: Ranní hajahu / The Morning Hajahu
- 2001: Collapsing
- 2002: Surprises in the Dark
- 2002: A Prima Mad
- 2002: Psát tvoje oči / To Write Your Eyes
- 2003: Rodíme! / We Are Giving Birth!
- 2003/2005: Tak klid. / Quiet Now.
- 2004: that long town of White to cross
- 2004: Emily’s Bees
- 2004: Smyčcový kvartet
- 2005: Wall short
- 2005: Magnitudo 9.0
- 2005: Willst wohl einmal hinübersehn?
- 2005: Moldau Remixed
- 2006: Prostý prostor / Simple Space
- 2006: Maria’s Choice
- 2006: Když mne stará matka, Struna naladěna
- 2006: ta větší
- 2004/2007: Les Adieux
- 2007: Dreizehn Lieder
- 2007: Reservoirs
- 2007: Fictitious Hum
- 2007: Reading Lessons
- 2007: Kráter Brahms
- 2008: Pouhou vlnou / Qu’une vague
- 2009: Fan Faire
- 2010: A Variation
- 2010: Escape Routines
- 2010: Tree of Heaven
- 2010: Coronae
- 2011: Jakub Flügelbunt …und Magdalena Rotenband oder: Wie tief ein Vogel singen kann
- 2011: Make No Noise
- 2011: Engrams
- 2011: Assembly
- 2012: Klavierkonzert
- 2012: Eighteen Agents
- 2012: Listening Eyes
- 2008/2013: My Life Without Me
- 2014: docudrama01 – Orph & Eury
- 2014: No Night No Land No Sky
- 2014: track 01
- 2014: track 02
- 2016: South Pole[3]

## Ocenění
- 2001 Cena Gideona Kleina
- 2004 Cena Nadace Leoše Janáčka
- 2009 Wilfried-Steinbrenner-Stiftung Prize[4]
- 2009 Cena podpory Ernsta von Siemense[1]